# スター・ウォーズ フォース アンリーシュド
『スター・ウォーズ フォース アンリーシュド』（Star Wars: The Force Unleashed）は、ルーカス・アーツ指揮のもと開発された、映画で語られていない「エピソード3/シスの復讐」から「エピソード4/新たなる希望」へ繋がるドラマを描くゲームである。全米脚本家組合賞ビデオゲームシナリオ賞にノミネートされ、フィギュアや書籍など、他のメディアへの商品展開もされている。日本ではアクティビジョンから発売された。

## ストーリー
帝国が銀河系を支配する中、ダース・ベイダーは皇帝打倒を企み、キャッシークで見つけた1人の子供を人知れず訓練していた。プレイヤーは、この「アプレンティス（弟子）」としてベイダーから下された任務を遂行する。己の存在を誰にも知られてはならないため、反乱同盟軍やジェダイ、帝国軍など相手を問わず、自分を目撃した相手と闘いを繰り広げることになる。

## 主なキャラクター
- スターキラー（本名:ギャレン・マレック）

本作の主人公。キャッシーク で自分の父親を殺しダース・ベイダーに見出される。
- ダース・ベイダー

打倒皇帝のため、スターキラーに任務を言い渡す。
- ダース・シディアス（パルパティーン）

銀河帝国皇帝にして、ダース・ベイダーの師であるシス。帝国に対する反対勢力の軍事蜂起を懸念している。
- ジュノ・エクリプス

スターキラーの愛機ローグ・ジャドウのパイロット。そのため、スターキラーと行動を共にする。コルラーグ生まれ。帝国アカデミーの最年少合格者。
- プロクシー

スターキラー所有のドロイド 。姿を変えることが出来る。ダース・ベイダーの意向で、不定期にスターキラーを殺害するようにプログラムされている。
- ラーム・コタ

クローン大戦時、オーダー66を免れたジェダイ・マスター。
- シャク・ティ

ラーム・コタと同様にクローン大戦時、オーダー66を免れたジェダイ・マスター。

## 三人目のシスの存在
本来、同じ世代にシスは2人までというルールが存在するが、本作においてこのルールは一見すると破られているように見える。ただし、ベイダーの師であるダース・シディアスも、自身の師であるダース・プレイガスを殺害する以前から、プレイガスに隠れてザブラクの少年（後のダース・モール）を弟子にしていたりと、ベイダー以前においても同様にこのルールは破られていた。また、他のスピンオフ作品等にもダーク・ジェダイを始めとするシス以外のダークフォースの使い手が数多く登場しており、中にはアサージ・ヴェントレスのようにシスから弟子のような扱いを受けていた者もいたとされている。シスの教義を受け継ぎ、「シスの暗黒卿（Dark Load of Sith）」と名乗ることを許されたシス卿が同じ世代に2人だけというルールは破られていない。アサージ・ヴェントレスやスターキラーは「ダーク・ジェダイ」、または「ダークサイダー」と呼ばれ、シスの教義を受け継いではいない。

## 余談
- 本作の主人公ギャレン・マレックのコードネームである「スターキラー」とは元々エピソード4の企画段階における主人公ルーク・スカイウォーカーの名字である。
- エピソード3でグリーヴァス将軍もしくはダース・ベイダーに殺害されるシーンが収録される予定だったが、最終的にはどちらもカットされ生死が曖昧になっていたシャク・ティがこのゲームではエピソード3以降も生存していたという設定になっている。

## 書籍
- スター・ウォーズ フォース・アンリーシュド ダース・ヴェイダーの弟子（上）ISBN 978-4434130366
- スター・ウォーズ フォース・アンリーシュド ダース・ヴェイダーの弟子（下）ISBN 978-4434131691